# Facebook Graph pretraga
Facebook Graph pretraga (енгл. Facebook Graph Search) nova je pretraga u okvriru Facebook-a. Ona omogućava da pretražujete sve ono što ste ikada uradili na ovoj društvenoj mreži, sve što su vaši prijatelji uradili i sve što su prijatelji vaših prijatelja uradili. Naravno, sve pod uslovom da je sadržaj koji se prikazuje dostupan vama, tj. zavisno od podešavanja privatnosti za svaku pojedinačnu stvar na Facebook-u.

## Razvoj
Definitivno, za razvoj Graph Search pretrage je najzaslužniji Lars Rasmussen.Učestvovao je u kreiranju, popularnog, besplatnog softvera Google Maps. 2010 Rasmussen je obelodanio da je napustio Google i da prelazi u Facebook.Njegov partner u realizaciji projekta “Graph Search” Tom Stocky se pridružio Facebook-u u julu 2011. godine, a do tada je radio, takođe, u Google-u.
Beta verzija Graph Search-a je pokrenuta u januaru 2013 sa ograničenim pregledom za neke korisnike u Sjedinjenim Državama, koji koriste engleski jezik.Izveštaji ukazuju da je serivis koristilo između desetine i stotine hiljada korisnika. Od avgusta 2013, Graph Search je dostupan svim korisnicima engleskog u SAD. Krajem septembra 2013 Facebook je objavio da je pretraga postova i komentara postala deo Graph Search-a.. Post na Blogu inženjera na Facebook-u objašnjava da ogromna količina postova i komentar, ukupno do 700 TB, značila da je razvijanje Graph Search-a za postove i komentara znatno veći izazov od originalnog Graph Search-a.

## Dostupnost
Trenutno Graph Search pretraga je dostupna korisnicima koji koriste Facebook na engleskom jeziku na desktopu. Ako koristite Facebook van engleskog, Graph Search pretraga još uvek nije dostupna.Tokom prikazivanja poslovnih rezultata za poslednji kvartal prošle godine, Mark Cukerberg je ukazao na to da je Graph Search za mobilne uređaje u razvoju, mada nije precizirao kada će se pojaviti. Korisnici koji imaju Graph Search, nećete moći da se vratite na stariju verziju pretraživanja.

## Način rada
funkcioniše upotrebom algoritma za pretragu sličan tradicionalnim pretraživačima kao što je Google. Međutim, funkcija pretraživanje se ističe kao semantički pretraživač, pretraživanje na osnovu nameravanog značenja. Umesto povratka rezultata na osnovu ključnih reči koje se podudaraju, pretraživač je dizajniran da odgovara fraze.
Rezultati pretrage su zasnovane na sadržaju profila korisnika i njegovih prijatelja i odnosima između njih. Bing je integrisan u Graph Search, kao pomoć u situacijama kada on ne može da nađe tražene odgovore. .

Mark Cukerberg, osnivač Facebook-a, je na predstavljanju novog pretraživača istakao da Graph Search nije veb pretraživač i da on nije zamena za Google. Cukerberg-ov format pretrage, preveden za naše podneblje može izgledati ovako: ako u Google ukucate Beograd, dobićete listu sajtova ili slika o Beogradu; ako Beograd ukucate u Graph Search, možete dobiti listu prijatelja koji su iz Beograda ili neki drugi listing sadržaja koji je vezan za korisnikove prijatelje i Beograd. Na primer, u Graph Search korisnik će ukucati "Prijatelji koji vole klasičnu muziku i hevi metal" i dobiće relevantne rezultate.
Facebook-ov opis Graph Search ističe da se pretraga ne mora odnositi samo na trenutne prijatelje koje korisnik ima u svojoj listi, već i na prijatelje koje je sreo u stvarnom životu a želeo bi da ih ima i kao Facebook prijatelje. Graph Search je moguće koristiti i kao servis za upoznavanje (šta kažete na prijateljsko muvanje?) uz frazu "Prijatelji prijatelja koji su slobodni".

### Tipovi pretrage
- Ljudi
- Stranice
- Mesta (Na određenoj lokaciji (geografska širina i dužina) i udaljenosti)
- Objekti sa priloženim informacijama o lokaciji. Pored toga, vraćeni objekti će biti oni u kojima su označeni korisnik ili prijatelji, ili oni predmeti koji su kreirani od strane korisnika ili prijateljima.
- Poruke i komentari
- Korisnici mogu da filtriraju rezultate
- Funkcija takođe omogućava korisnicima da direktno pretražuju internet

### Način preterage
1. Kliknite na traku za pretragu na vrhu stranice.
2. Počnite da kucate vašu pretragu (primer:People who live in Belgrade).
3. Dok kucate, lista predloga za pretragu će se pojaviti ispod trake za pretragu.
4. Izaberite jednu od ponuđenih opcija ili završite sa kucanjem i pritisnite Enter.
5. Kliknite Refine This Search da suzite rezultate po stvarima kao što je lokacija, datum ili slično.

## Reklamiranje
U 2012, Facebook je uveo sponzorisane stranice u rezultatima pretrage. Oglašivači plaćaju da se njihova strana pojaviti kada korisnik pretražuje za poseban termin.Facebook CEO Mark Cukerberg je izvestio da će ovo ostati karakteristika funkcije pretrage, ali da reklamiranje neće postojati u Graph Search pretrazi.

## 
Funkcija Open Graph omogućava programerima da integrišu svoje aplikacije i stranice na Facebook platformi, i povezuje Facebook sa eksternim sajtovima na internetu.Funkcija radi tako što dozvoljava dodavanje metapodataka koji pretvaraju sajtove u graf objekte. Akcije napravljene pomoću aplikacija su vidljive na stranicama profila korisnika.

## Privatnost
pomaže ljudima da istražuju Facebook na potpuno nov način. Rezultati pretrage pomoću Graph Search su različiti za svakoga, na osnovu onoga šta ste delili sa ostalim korisnicima. Vaši izbori privatnosti određuju šta vaši prijatelji vide kada pretražuju.

### Kakoradi?
je personalizovan za korisnika. Na primer, ako tražite fotografije koje se odnose na Tokio, videćete javne fotografije, kao i fotografije vaših prijatelja koje se odnose na Tokio, koje oni dele sa vama.
To znači da ako dva korisnika traže "Pictures of my frends in Tokyo" oni će videti različite rezultate.

### Ko može da pronađe vaše stvari?
To sve zavisi od toga koju ste izabrali podešavanja.Dakle, ako je za fotografiju postavljeno pravilo:
- - niko drugi je ne može pronaći u potrazi
- - prijatelji će je videti u svojim rezultatima pretrage
- -svako ko je traži može da je nađe

Ako nemate Graph Search ipak, i dalje možete da upravljate onim što delite sa drugima.
Zapamtite da uvek možete pregledati stvari koje ste delili na Facebook-u, promenite podešavanja za svoj sadržaj.
Nemoguće je da se isključite iz Facebook pretrage, ako ste korisnik iste bićete i u pretrazi. To je cena prisustva i povezivanja na društvenim mrežama, a Graph Search će biti sve moćniji i moćniji.

## Spoljašnje veze
- IT vesti